# Liart
Liart é uma comuna francesa na região administrativa de Grande Leste, no departamento das Ardenas. Estende-se por uma área de 13,44 km². Em 2010 a comuna tinha 615 habitantes (densidade: 45,8 hab./km²).